# 碧勇
碧 勇（あお いさむ、1972年 - ）は、日本の映画監督、脚本家、俳優、モデル。
東京都出身。身長180cm。碧勇事務所代表。

## 人物
東京　青山でモデル事務所の長男として生まれ育つ。 
父は元モデルで、モデルエージェンシー社長。母は日活ニューフェースの元女優。
大学、大学院では、政治経済と国際協力を専攻。北区つかこうへい劇団　井上ひさし戯曲作法塾第9期生。

## 受賞歴
- 2008年 読売新聞社賞「料理はラブレター」[2]
  - 主催：読売新聞社、こども未来財団
  - 後援：文部科学省、厚生労働省、全国社会福祉協議会、日本経済団体連合会

## 映画作品
- 『早熟のミストラル』監督・脚本
- 『Snow fairy』監督・脚本
- 『バルーンガン』撮影監督
- 雑踏の十字架『晩秋』監督・脚本
- 『ガールフレンドハザード』撮影監督
- 『雑踏の十字架 -真夏の陰謀-』[3][4] 監督・脚本
- 『雑踏の十字架 -芦田三樹夫、着任-』 監督・脚本
- 『天使の分け前』 監督・脚本
- 『友達なんていらん会』 監督
- 『希望の翼』監督・脚本

## テレビ
- 2002年6月21日放送 TBS・BS-i 『リヴ!ラブ!イブ!』
- 2006年7月21日放送 日本テレビ 『太田光の私が総理大臣になったら…秘書田中。』、少子化コメンテーターとして出演

## 雑誌・新聞
- 2001年10月発売 リクルート　ゼクシィ12月号
- 2002年2月発売 桂由美 ラ・マリエ2002
- 2002年9月発売 OZウエディング11月号
- 2005年1月18日 読売新聞
- 2005年1月29日 読売新聞
- 2005年5月号 月刊こども未来「喜びの声」